# Anolis leachii
Espèce
Synonymes
- Ctenonotus leachii (Duméril & Bibron, 1837)

Anolis leachii est une espèce de sauriens de la famille des Dactyloidae.

## Répartition
Cette espèce est endémique d'Antigua-et-Barbuda. Elle se rencontre sur Antigua et Barbuda.
Elle a été introduite aux Bermudes.

## Description
Les mâles mesurent jusqu'à 113 mm et les femelles jusqu'à 70 mm.

## Étymologie
Cette espèce est nommée en l'honneur de William Elford Leach.

## Publication originale
- Duméril & Bibron, 1837 : Erpétologie Générale ou Histoire Naturelle Complète des Reptiles. Librairie. Encyclopédique Roret, Paris, vol. 4, p. 1-570 (texte intégral).